# Elmer Gainer
Elmer Robert Gainer (Chicago, 22 novembre 1918 – Des Plaines, 29 settembre 1970) è stato un cestista statunitense, professionista nella NBL, nella BAA e nella NBA.

## Carriera
Venne selezionato dai Baltimore Bullets nel Draft BAA 1947.